# Gundi Busch
Gundula "Gundi" Busch (Milão, Itália, 29 de abril de 1935 – Estocolmo, Suécia, 31 de janeiro de 2014) foi uma patinadora artística e treinadora  alemã, que competiu representando a Alemanha Ocidental. Ela foi campeã do Campeonato Mundial e do Campeonato Europeu em 1954.

## Principais resultados
| Resultados                                            | Resultados        | Resultados       | Resultados       | Resultados      | Resultados    | Resultados    | Resultados    | Resultados    | Resultados    | Resultados    | Resultados    | Resultados    |
| Internacional                                         | Internacional     | Internacional    | Internacional    | Internacional   | Internacional | Internacional | Internacional | Internacional | Internacional | Internacional | Internacional | Internacional |
| Evento/Temporada                                      | 1950– 1951        | 1951– 1952       | 1952– 1953       | 1953– 1954      |               |               |               |               |               |               |               |               |
| ----------------------------------------------------- | ----------------- | ---------------- | ---------------- | --------------- | ------------- | ------------- | ------------- | ------------- | ------------- | ------------- | ------------- | ------------- |
| Jogos Olímpicos                                       |                   | 8.ª              |                  |                 |               |               |               |               |               |               |               |               |
| Campeonato Mundial                                    | 10.ª              | 6.ª              | Medalha de prata | Medalha de ouro |               |               |               |               |               |               |               |               |
| Campeonato Europeu                                    | 6.ª               | 7.ª              | Medalha de prata | Medalha de ouro |               |               |               |               |               |               |               |               |
| Nacional                                              |                   |                  |                  |                 |               |               |               |               |               |               |               |               |
| Campeonato Alemão                                     | Medalha de bronze | Medalha de prata | Medalha de ouro  | Medalha de ouro |               |               |               |               |               |               |               |               |
|                                                       |                   |                  |                  |                 |               |               |               |               |               |               |               |               |
| Legenda: Competição não foi disputada nesta temporada |                   |                  |                  |                 |               |               |               |               |               |               |               |               |